# Titolario di classificazione
Il titolario di classificazione, secondo la legge italiana, è uno strumento dell'archivio corrente, che serve per dividere la documentazione prodotta o ricevuta da un soggetto in settori e categorie, schematizzando in maniera logica le sue competenze e funzioni.
La predisposizione di un titolario è necessaria per smistare i documenti ai vari uffici che compongono un ente e per ricomporla a fine anno quando vengono recuperate le pratiche chiuse e trasferite nell'archivio di deposito. Il titolario è necessario in Italia per l'archiviazione da parte di tutti gli enti dotati di registro di protocollo (gli enti pubblici), fin dalla circolare del 1º marzo 1897, n. 17100/2 (Circolare Astengo).

## Descrizione
Il titolario non è altro che uno schema diviso per "categorie" o "titoli" numerati, che corrispondono ciascuno ai vari rami dell'attività svolta dall'ente; a loro volta essi sono suddivisi ciascuno in "classi" o "sezioni", che corrispondono alle varie tipologie di documenti per ciascuna funzione.
Per un Comune un esempio (parziale) potrebbe essere il seguente:
```
Titolo I  - Segreteria e amministrazione
            ├-Classe 1: Delibere della Giunta
            ├-Classe 2: Delibere del Consiglio Comunale
            ├-Classe 3: Rapporti con il personale
            ├-Classe 4: Personale direttivo
            ├-Classe 5: Personale di concetto
            ├-Classe 6: Personale ausiliario
            └-Classe...
    
Titolo II - Lavori Pubblici
            ├-Classe 1: Lavori a scuole comunali
            ├-Classe 2: Lavori a strade comunali
            ├-Classe 3: Lavori a ponti comunali
            └-Classe...
ecc.
```

Possono essere disposte anche delle "sottoclassi", spesso indicate con lettere alfabetiche minuscole, mentre un quarto numero arabo indica i vari fascicoli.
Questo è un titolario organizzato per funzioni, secondo l'articolazione dell'attività dell'ente; in passato sono stati predisposti anche titolari per materia, ma oggi sono alquanto rari e per lo più sconsigliati perché rischiano di affievolire il vincolo archivistico naturale della documentazione. Un titolario per materia ad esempio avrebbe radunato sotto lo stesso fascicolo tutti gli atti relativi alla costruzione della strada X: dalle delibere, ai bandi di concorso, ai resoconti tecnici, alla corrispondenza, ai documenti fiscali. È chiaro come in un'impostazione del genere risulti poi molto complicato ricostruire complessivamente l'attività dell'Ente in tutte le sue funzioni, venendo privilegiate le singole tematiche.
Il titolario può essere predisposto in maniera specificatamente diversa per ogni singolo ente ed è soggetto a variare: è duttile ma in linea di massima deve restare stabile evitando inutili stravolgimenti.

## Funzioni
Il codice del titolario viene anche riportato sul registro di protocollo in corrispondenza della registrazione di un documento, in maniera da tenere traccia dell'ufficio da cui è pervenuto o al quale è stato destinato.
La presenza di un titolario è necessaria per la gestione dell'archivio corrente, ovvero per la gestione della documentazione nel momento iniziale quando viene prodotta. La mancanza del titolario renderebbe estremamente caotica e complessa la gestione archiviaria, ma non inficerebbe la valenza amministrativa e giuridica del registro di protocollo: esso infatti non è compresa tra i quattro elementi necessari (progressivo, data, mittente o destinatario e registro).
Con il titolario ogni atto che esce o entra in un ufficio può essere siglato con almeno i primi due numeri che individuano l'ufficio competente. Ad esempio la sigla II-1 indicherà un documento legato ai Lavori Pubblici, con argomento le scuole comunali. L'Ufficio di Protocollo, dopo aver registrato la documentazione in entrata, può procedere allo smistamento seguendo i codici del titolario e a fine anno, quando viene chiuso l'archivio corrente, tutte le pratiche chiuse vengono raggruppate in serie seguendo innanzitutto le categorie del titolario e poi secondo criteri cronologici e/o alfabetici.
Riassumendo quindi il titolario permette di:
- Poter individuare ogni documento, inquadrandolo in maniera precisa nel contesto organizzativo del soggetto
- Poter determinare la destinazione di un documento
- Poter organizzare l'archivio prima del passaggio alla fase di deposito: a ogni titolo corrisponderà una diversa serie archivistica